# Пороховой заговор
Порохово́й за́говор (англ. Gunpowder Plot) — неудачная попытка покушения группы заговорщиков на жизнь английского короля Якова I в 1605 году. С целью убийства монарха планировалось взорвать здание парламента. Взрыв планировалось совершить 5 ноября 1605 года, во время произнесения королём тронной речи, когда кроме него в здании Палаты лордов должны были присутствовать (и несомненно погибли бы вместе с ним) члены обеих палат парламента и верховные представители судебной власти страны.
В XXI веке историки склонны считать заговор террористическим актом, однако по своим целям он скорее напоминал попытку государственного переворота. 
После раскрытия заговора английский парламент принял закон о государственном праздновании дня спасения 5 ноября. Этот праздник отмечался до 1859 года. Ныне народная традиция отмечает «Ночь Гая Фокса» или «Ночь костра»: под пальбу фейерверков сжигают соломенное чучело в старых одеждах, символизирующее Гая Фокса, самого знаменитого участника заговора.

## Предыстория
Истоки заговора остаются до конца неясными. Несомненно, что главной целью заговорщиков являлось физическое уничтожение короля Якова I, но точно сказать о дальнейших их планах невозможно.
На тот момент в стране, где ранее господствовал католицизм, набирало силу движение протестантов. Английские католики возлагали определённые надежды на  шотландского короля Якова VI (на английском престоле как Яков I), поскольку его мать Мария Стюарт была католичкой. Но он не только не стал покровительствовать католикам, а открыто симпатизировал протестантам и даже предпринял ряд репрессий в отношении католиков (в том числе провёл ряд показательных казней в конце 1604 года). 
На протяжении столетий поколения историков считали, что заговорщики, находившиеся под впечатлением от показательных казней, рассматривали свой заговор как часть католической Контрреформации, и что он осуществлялся с ведома главы английских иезуитов отца Генри Гарнета; они намеревались восстановить в стране господство католицизма и одной из их целей было после гибели монарха возведение на престол его дочери — принцессы Елизаветы, ввиду малолетства которой власть оказалась бы в руках католических регентов. В более поздние времена была выдвинута гипотеза, что заговорщики являлись провокаторами, стремившимися дискредитировать иезуитов и таким образом усилить позиции протестантской религии. Существуют также предположения, что заговорщики были последователями фемического суда.  

## История

### Заговорщики и подготовка заговора
Вначале ячейка организаторов преступного замысла насчитывала пять человек — Роберт Кейтсби, Томас Уинтер, Томас Перси, Джон Райт и Гай Фокс. Позже к ним присоединились ещё по крайней мере восемь человек, среди которых были Роберт Кейс и Фрэнсис Трэшем.
Вначале заговорщики арендовали помещение в доме рядом с Палатой лордов, откуда планировали прокопать туннель, но вскоре Томасу Перси удалось взять в аренду помещение, находившееся непосредственно под залом заседаний Палаты лордов.
Из лондонского района Ламбет на противоположном берегу Темзы заговорщики сумели без особого труда и не вызывая подозрений (учитывая интенсивность движения транспорта по реке в те времена) переправить на лодке 36 бочек чёрного пороха, которые затем были размещены в арендованной комнате и прикрыты дровами и углём. Общая масса заготовленного пороха составляла около 2,5 тонн. По расчётам специалистов, это позволяло разрушить здание парламента полностью, а также повредить расположенное поблизости здание Вестминстерского аббатства и выбить стекла в окнах домов в радиусе около 800 метров.
Гай Фокс не являлся главой заговора, но стал наиболее известным его участником, поскольку ему, как имевшему в ходе заграничных путешествий опыт обращения со взрывчатыми веществами, было поручено непосредственно осуществить взрыв.
Все заговорщики, кроме Фокса, заблаговременно отправились в графство Уорикшир, где были сильны позиции католиков. 5 ноября в Лондоне должен был находиться только Фокс. В назначенный час он должен был спуститься в подвал и поджечь фитиль, после чего сесть в лодку и уплыть по Темзе, а затем уехать из страны. Согласно версии о заговоре как о части Контрреформации, после известия о смерти короля планировалось начать в Уорикшире народное восстание в поддержку государственного переворота.

### Раскрытие заговора и поимка заговорщиков
В подготовку теракта было вовлечено достаточно много людей, из-за чего была неизбежна утечка информации.
Согласно официальной версии, 26 октября 1605 года лорд Монтигл, католик, который должен был присутствовать во дворце на церемонии открытия парламента, получил анонимное письмо с советом не ходить туда. Историки предполагают, что автором письма мог быть один из заговорщиков Фрэнсис Трешем, его родственница Анна Вокс или сам лорд Монтигл, который, узнав о готовящемся взрыве, захотел прославиться как спаситель нации и притом получить награду от властей.
Узнав о письме, заговорщики тем не менее решили осуществить задуманное, поскольку Гай Фокс тщательно осмотрел подготовленную взрывчатку и пришёл к выводу, что она не тронута, и следовательно, не была обнаружена властями.
Тем временем Монтигл показал письмо государственному секретарю графу Солсбери, а тот королю. В ночь с 4 на 5 ноября был произведён тщательный обыск здания парламента, и около полуночи в подвале был обнаружен и схвачен Фокс, назвавшийся Джоном Джонсоном; при нём были найдены фитили, трут и часы. В ходе дальнейшего осмотра подвала стражниками были обнаружены спрятанные под грудами хвороста и угля бочки с порохом.

### Допросы, суд и казнь
Спустя час после ареста Фокс был доставлен в спальню к королю и допрошен им лично. На вопрос монарха о цели предприятия он прямо заявил, что намеревался убить короля и разрушить парламент, сославшись на мнимое предписание папы римского о том, что «опасная болезнь требует незамедлительного лечения».
После этого Фокс был незамедлительно доставлен в лондонский Тауэр, где его продолжили допрашивать. В ходе допросов по прямому приказу короля применялись пытки. Восьмого ноября Фокс дал устное признание, девятого назвал имена своих сообщников и раскрыл все детали заговора, а десятого собственноручно подписал текст признательного заявления.
В течение недели (к 12 ноября) все участники заговора были найдены; некоторые из них, укрывшиеся в Холбиче близ Кингсвинфорда в Стаффордшире, были убиты при поимке, остальные арестованы и предстали перед судом. Задержанный 12 ноября Френсис Трэшем суда не дождался, 23 декабря он скончался от последствий многочисленных пыток.
Показательный судебный процесс над заговорщиками прошёл в Вестминстерском зале здания парламента 27 января 1606 года. Все подсудимые были признаны виновными в государственной измене и приговорены к самой жестокой казни, практиковавшейся в то время в Англии — повешению с последующими потрошением и четвертованием.
Казнь осуждённых осуществлялась в течение двух дней — 30 и 31 января 1606 года — в центре Лондона во дворе собора Святого Павла. Гай Фокс взбирался на эшафот с посторонней помощью (травмированные во время пыток конечности не позволяли сделать это самостоятельно); во время повешения он упал или намеренно спрыгнул с эшафота так, что верёвка сломала ему шею.

## Государственный праздник
Вскоре после раскрытия Порохового заговора парламент принял специальный закон, предписывавший отмечать 5 ноября как «радостный день благодарения за спасение» (в просторечии «день спасения»). Этот закон действовал вплоть до 1859 года, когда был отменён.

## Последствия
После раскрытия Порохового заговора положение католиков в Англии в целом ухудшилось; лишь 200 лет спустя они получили примерно равные с протестантами права. В награду за содействие в раскрытии заговора лорд Монтигл был награждён 500 фунтами деньгами и имением с доходом в 200 фунтов. Он использовал своё влияние, чтобы защитить своего шурина Томаса Хабингтона. Несмотря на свою роль в раскрытии Порохового заговора, лорд Монтингл сохранил связи с католической общиной.
Некоторые эксперты утверждают, что порождённая раскрытием заговора волна общественного интереса к различным заговорам и  преступлениям вообще стала одним из источников вдохновения для написания Уильямом Шекспиром пьесы «Макбет».

## Уцелевшие предметы
Подвальное помещение, где хранился порох для заговора, полностью выгорело во время пожара в 1834 году. Фонарь, которым пользовался Фокс в ночь на 5 ноября, сейчас хранится в музее Эшмолеан в Оксфорде, кроме того, в некоторых музеях демонстрируются щепотки якобы того самого пороха из бочек, которые собирался взорвать Гай Фокс.
Документ с текстом признания и неразборчивой и неровной (из-за применения пыток) подписью Гая Фокса ныне хранится в Национальных архивах Великобритании.

## Влияние

### В культуре и традициях
В 1859 году «день спасения» перестал быть государственным праздником Великобритании, но народная традиция празднования 5 ноября сохранилась. В XIX, XX и XXI веках в Великобритании ночь с 4 на 5 ноября стала одной из так называемых «Ночей костра» и обычно именуется «Ночью Гая Фокса». Во всех городах страны вечером 5 ноября слышна непрерывная пальба фейерверков, а воздух наполнен пороховым дымом; многие люди изготавливают символизирующие Гая Фокса соломенные чучела, которые наряжают в старую ненужную одежду, чтобы затем сжечь. Подобные празднования, хотя и в меньших масштабах, проходят и в других англоязычных странах, прежде всего в США.
До сих пор перед каждой церемонией торжественного открытия с тронной речью монарха здание парламента обходят и обыскивают йомены (стражники), чтобы убедиться, что никто не прячется в подвалах, хотя в данном случае это скорее костюмированный обычай, а не серьёзная антитеррористическая мера.

### В английском языке
С течением времени имя Гай в английском языке превратилось в слово «guy», имевшее отрицательный оттенок — вначале оно обозначало чучело, затем плохо одетого человека (примерно как русскоязычное слово «пугало»), со временем перекочевало в американский английский, где стало жаргонным обозначением любого молодого мужчины, а затем, уже в этом значении, вернулось в Великобританию.

### В нумизматике
В 2005 году Королевский монетный двор Великобритании выпустил тиражом 5 140 500 штук биметаллическую памятную монету достоинством в 2 фунта в честь 400-летнего юбилея порохового заговора. На гурте этой монеты выгравирована первая строчка стихотворения, традиционно читаемого при отмечании ночи Гая Фокса.